# Amstel- en Gooiland
Het Zuiveringsschap Amstel- en Gooiland was van 1975 tot 1996 een waterschap in de Nederlandse provincies Noord-Holland en Utrecht, verantwoordelijk voor de waterkwaliteit in het Gooi en het gebied van de Amstel en de Utrechtse Vecht. Het was gevestigd in Hilversum.
Per 1 januari 1997 zijn het Zuiveringsschap Amstel- en Gooiland en het Hoogheemraadschap Amstel en Vecht gefuseerd tot het Hoogheemraadschap Amstel, Gooi en Vecht (AGV).